# 丁龍

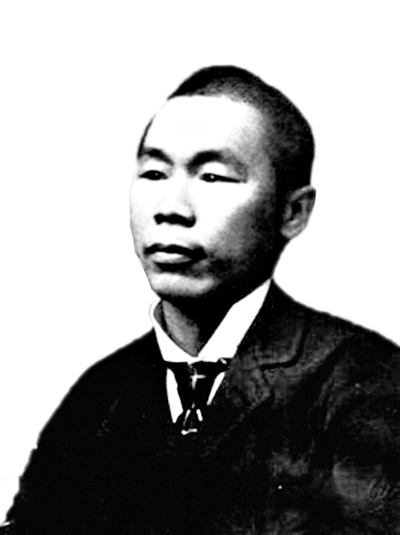
丁龍

丁龍（Dean Lung，1857年—1936年10月）是19世紀末至20世紀初來到美國的一位華工，哥倫比亞大學的漢學講座丁龍講座以他的名字命名。「Dean Lung」是其在美國時期使用的名字，其中文名眾說紛紜，有丁龍、丁天龍、丁良等不同說法，21世紀考證認為他本名馬萬昌，前往美國後改名為馬進隆（「進隆」用他家鄉的台山話發音為Dean Lung）。

## 生平
根據丁龍在美國的填報的入境記錄可知，丁龍於1857年出生，18歲時入境美國。
1890年時已經是賀拉斯·沃爾普·卡朋蒂埃在曼哈頓住所的幫傭。卡朋蒂埃的脾氣很壞。有一次，卡朋蒂埃酒瘋發作，把所有的僕人都打跑了。第二天早上，卡朋蒂埃醒來，意外的發現丁龍不僅沒走，還像往常一樣端著盤子給他送早餐。卡朋蒂埃向丁龍道歉，並保證要改掉自己的壞脾氣。他問丁龍為什麼不走，丁龍回答說：「雖然你確實脾氣很壞，但我認為你畢竟是個好人。另外，根據孔子的教誨，我也不能突然離開你。孔子說一旦跟隨某個人就應該對他盡到責任，所以我沒有走。」
1901年丁龍寫信給哥倫比亞大學校長塞斯·洛，將積蓄$12,000美元捐給哥倫比亞從事漢學研究。他的僱主卡朋蒂埃為了紀念他，總共捐了$226,000美元成立漢學講座。卡朋蒂埃對講座捐款不只一次，總數有不同說法。他第一次捐款$100,000，根據他的遺囑，用遺產將講座基金總額補足到$300,000。另一來源說1901年講座收到$225,000捐款。$200,000的說法可能偏低。講座教授的年薪為30萬元講座基金利息的5%，也就是1.5萬美元，在當時屬於高薪，因此可以吸引世界知名教授。當校長對於以中國僕人的名字來命名一個講座而猶豫的時候，卡朋蒂埃回信說：「丁龍的身份沒有任何問題。他不是一個神話，而是真人真事。而且我可以這樣說，在我有幸遇到的出身寒微但卻生性高貴的紳士中，如果真有那種天性善良、從不傷害別人的人，他就是一個。」1902年3月，丁龍基金會舉辨的一系列漢學演講中，首先邀請到劍橋大學漢學教授、威妥瑪拼音的共同發明人翟理斯到哥倫比亞大學作兩場演講，題目分別是「中國語文」與「中文圖書」。1902年10月，哥倫比亞大學董事會通過成立丁龍講座，聘請夏德為首任講座教授。
胡適在哥倫比亞大學哲學系讀書時，在丁龍講座教授夏德的提議下副修漢學。史學家何炳棣的回憶錄中也三次提到丁龍講座。
丁龍後來離開美國，從此便在歷史上失去了記載。

## 紀念
卡朋蒂埃退休回到紐約高文鎮之後建了一條路通到自己的豪宅，將之命名為「丁龍路」（英語：Dean Lung Road）。
导演吴宇森於2022年透露，他準備拍攝一部以丁龍為主角的历史剧情片。

## 丁龍的真實身份
「Dean Lung」的真實身份成謎，就連其本名都眾說紛紜，有丁龍、丁天龍、丁良、進隆等說法。
1894年丁龙返回中国前的书面誓词說，他第一次到美国在旧金山待了一年，18歲時到紐約，在中國進過大學主修醫學，但是沒有畢業，身高約1.73米。1900年美國人口普查說丁龙1857年生於廣東。

### 广东省台山人說
2020年，中國中央電視臺根據學者的最新研究記錄製作了一部記錄片《尋找丁龍》。該記錄片認為Dean Lung是广东台山人，本名馬萬昌，前往美國後改名為馬進隆（Mar Dean Lung），Dean Lung 是“进隆”粤语台山話发音的英文音译。後來他離開美國返回台山故鄉，並於1936年10月在故鄉去世。此说的可信度较高，因节目组找到了“马进隆”在美国的后人，通过后人提供的书信、照片和画像，并与哥大保存的丁龙年轻时的照片进行AI技术比对，相似度达到80%以上，几乎可以确定“马进隆”就是丁龙本人。根據马万昌的族谱，他生于咸丰丁巳十一月十四日辰时（公元1857年），于1936年在家乡去世。马万昌的同鄉马沾（Mah Jim）也是卡朋蒂埃的僕人，是捐款设立哥伦比亚大学汉学系的人之一。哥大东亚图书馆馆长程健於2022年接待了马进隆的子孫，向他們介绍汉学系和东亚图书馆的历史。

## 外部連結
- Dean Lung（页面存档备份，存于）